# Leuconotopicus fumigatus
El carpintero café o carpintero ahumado (Leuconotopicus fumigatus) es una especie ave piciforme de la familia Picidae propia del Neotrópico, que se extiende desde el sur de México hasta Argentina.
Hasta hace poco se consideró dentro del género Veniliornis.

## Subespecies
Tiene descritas las siguientes subespecies:
- L. f. fumigatus Orbigny, 1840
- L. f. obscuratus Chapman, 1927
- L. f. oleagineus Reichenbach, 1854
- L. f. reichenbachi Cabanis & Heine, 1863
- L. f. sanguinolentus Sclater, PL, 1859